# E-Scripta Romanica
e-Scripta Romanica – interdyscyplinarne czasopismo naukowe Wydziału Filologicznego Uniwersytetu Łódzkiego, wydawane w formie elektronicznej przez Wydawnictwo Uniwersytetu Łódzkiego, upowszechniające badania z zakresu filologii romańskiej.

## O czasopiśmie
e-Scripta Romanica to interdyscyplinarne czasopismo naukowe, którego celem jest rozpowszechnianie wyników badań filologicznych w językach romańskich, głównie w dziedzinie językoznawstwa, literatury, tłumaczeń i dydaktyki. Rocznik publikuje artykuły w języku francuskim, hiszpańskim i włoskim. Recenzja tekstów prowadzona jest zgodnie z modelem double blind review. Każdy artykuł sprawdzany jest przez przynajmniej dwóch recenzentów. Wszystkie artykuły dostępne są w Otwartym Dostępie (Open Access) na licencji CC BY-NC-ND.

## Redaktorzy
- Łukasz Szkopiński - redaktor naczelny
- Soledad Llano Berini - z-ca redaktora naczelnego
- Agnieszka Woch - sekretarz redakcji
- Justyna Groblińska
- Katarzyna Kowalik
- Juliette Mascart

## Rada Programowa
- Alexandre Roquain (Université du Maine, France)
- Alicja Kacprzak (Uniwersytet Łódzki)
- Anna Maziarczyk (Uniwersytet Marii Curie-Skłodowskiej w Lublinie)
- Assunta Polizzi (Università degli Studi di Palermo, Włochy)
- Benedict Buono (Universidade de Santiago de Compostela, Hiszpania)
- Carla Prestigiacomo (Università degli Studi di Palermo, Włochy)
- Carlos Valcárcel Riveiro (Universidade de Vigo, Hiszpania)
- Dávid Szabó (Eötvös Loránd Tudományegyetem (ELTE), Węgry)
- Giuseppe Trovato (Università Ca’ Foscari Venezia, Włochy)
- Jean-Pierre Goudaillier (Université Paris Descartes, Francja)
- Katherine Astbury (University of Warwick, Wielka Brytania)
- Laura Pino Serrano (Universidade de Santiago de Compostela, Hiszpania)
- Luca Marcozzi (Università di Roma Tre, Włochy)
- Marcos García Salido (Universidade de A Coruña, Hiszpania)
- Marek Baran (Uniwersytet Łódzki)
- María Ángeles Llorca Tonda (Universidad de Alicante, Hiszpania)
- Michel Delon (Université Paris-Sorbonne, Francja)
- Mohamed Hijou (Université Mohammed V de Rabat, Morocco)
- Montserrat Planelles Iváñez (Universidad de Alicante, Hiszpania)
- Pilar Lorenzo Gradín (Universidade de Santiago de Compostela, Hiszpania)
- Raffaele Ruggiero (Università degli Studi di Bari Aldo Moro, Włochy)

## Bazy
- ARIANTA
- Copac Research Libraries
- ERIH PLUS
- DOAJ (Directory of Open Access Journals)
- Journal TOCs
- MIAR
- ProQuest
- ROAD